# 惠农区
惠農區是中華人民共和國寧夏回族自治區石嘴山市轄下的一個市辖区。面積共1088平方公里，區人民政府駐北街街道。

## 簡介
石嘴山市惠農區由之前的石嘴山市石嘴山区和惠农县合并而成，是一个非常著名的农业区今農業產品以脫水蔬菜產為主。該區是中國西部最大的脫水蔬菜種植及加工地。

## 人口
根據第七次人口普查數據，截至2020年11月1日零時，惠農區常住人口為178891人。

## 行政区划
惠农区下辖6个街道办事处、3个镇、3个乡：
育才路街道、南街街道、中街街道、北街街道、河滨街道、火车站街道、红果子镇、尾闸镇、园艺镇、庙台乡、礼和乡和燕子墩乡。

## 交通
- 109国道、 110国道过境。